# 住宅省 (スペイン)
住宅省（じゅうたくしょう、西：Ministerio de la Vivienda de España）は、スペインの中央官庁。2004年にホセ・ルイス・ロドリゲス・サパテーロ首相率いるスペイン社会労働党政権下で設立された。
住宅省はスペイン国内の住宅価格の解決を目的として創設された。また、同名の機関はフランシスコ・フランコ時代にも存在した。1957年2月25日に制定された法令に基づき創設され、急速に進む都市化に対応するため、既存の住宅地も含んで都市計画を進めるため地方に出先機関を設け、都市建築を推進する目的で国立住宅研究所も創設された。フランコ政権終了後に住宅省は解体され、一部機能は内務省に移管された。
2010年10月20日住宅省は解体され、勧業省（Ministerio de Fomento）内の一部局である住宅都市局（Secretaría de Estado de Vivienda y Actuaciones Urbanas）に再編された。

## 組織
- 住宅省次官官房（Subsecretaría de Vivienda）
- 技術事務総局（Secretaría General Técnica）
- 住宅事務総局（Secretaría General de Vivienda）
  - 建築および住宅政策総局（Dirección General de Arquitectura y Política de Vivienda）
  - 都市計画および土地政策総局（Dirección General de Urbanismo y Política de Suelo）
- 国立住宅研究所（内務省から移管される））

## 役務
地方支局への援助、資源、整地、ローンなど住宅関係の相談、統計・研究・考証・報告書などの出版物の発行、過疎化などで荒廃した地方の再建事業など。

## 歴代大臣
| 代           | 氏名                                                     | 在任期間               | 政党               |              |              |              |
| フランコ時代 | フランコ時代                                             | フランコ時代           | フランコ時代       | フランコ時代 | フランコ時代 | フランコ時代 |
| ------------ | -------------------------------------------------------- | ---------------------- | ------------------ | ------------ | ------------ | ------------ |
| 1            | ホセ・ルイス・アレーセ・イ・マグラ                       | 1957.2.25 - 1960.3.17  | ファランヘ党       |              |              |              |
| 2            | ペドロ・グアル・ビジャルビー                             | 1960.3.17 - 1960.4.20  |                    |              |              |              |
| 3            | ホセ・マリーア・マルティネス・イ・サンチェス＝アルホーナ | 1960.4.20 - 1969       |                    |              |              |              |
| 4            | ビセンテ・モルテス・アルフォンソ                         | 1969 - 1973            | ファランヘ党       |              |              |              |
| 5            | ホセ・ウトレーラ・モリーナ                               | 1973 - 1974            |                    |              |              |              |
| 6            | ルイス・ロドリゲス・デ・ミゲル                           | 1974 - 1975            |                    |              |              |              |
| 民主化以降   |                                                          |                        |                    |              |              |              |
| 1            | フランシスコ・ロサーノ・ビセンテ                         | 1975.12.13 - 1977.7.4  |                    |              |              |              |
| 2            | マリーア・アントーニア・トルヒージョ                     | 2004.4.18 - 2007.7.6   | スペイン社会労働党 |              |              |              |
| 3            | カルマ・チャコン                                         | 2007.7.6 - 2008.4.12   | スペイン社会労働党 |              |              |              |
| 4            | ベアトリス・コレドール                                   | 2008.4.12 - 2010.10.20 | スペイン社会労働党 |              |              |              |